# Regatul Westfaliei
Regatul Westfaliei a fost un stat istoric care a existat din 1807 până în 1813 în zona Germaniei de astăzi. Deși independent în mod formal, era un stat aliniat politicii Franței, fiind condus de fratele lui Napoleon I, Jérôme. Numele provenea de la Westfalia, însă majoritatea teritoriului nu era situat în această zonă.
Regatul Westfaliei a fost creat în 1807 prin unirea teritoriilor cedate de către Regatul Prusiei prin Pacea de la Tilsit, printre care Ducatul de Magdeburg și fostul Electorat de Hanovra, cu Ducatul de Braunschweig-Lüneburg și Electoratul de Hessa. Capitala sa era Kassel, iar regele își avea reședința la palatul de la Wilhelmshöhe, redenumit Napoleonshöhe. Statul era membru al Confederației Rinului.
Intenționat a fi un „stat model” napoleonian, a fost scrisă o constituție și un număr de reforme sociale au fost implementate în regat, inclusiv abolirea șerbiei, dreptul de liberă întreprindere și Codul napoleonian. Un sistem metric a fost adoptat pentru greutăți și măsurători. Ca și înainte de cucerire, libertatea de expresie a rămas îngrădită și s-a instituit cenzura.
O povară semnificativă a regatului era aceea de a asigura suport financiar și trupe pentru Războaiele Napoleoniene. Un număr mare de soldați westfalieni au pierit în Campania din Rusia (1812); Gărzile westfaliene au atacat eroic însă fără succes Reduta Raevski în Bătălia de la Borodino.
În septembrie 1813 cazacii ruși au înconjurat Kassel, i-au înfrânt complet pe francezi și au reocupat orașul. Până pe 1 octombrie cazacii cuceriseră întreg regatul, însă trei zile mai târziu Jérôme s-a întors cu soldați francezi și a reușit să captureze Kassel. Electorul de Hessa-Kassel (sau Hessa-Cassel) a sosit curând după ce cazacii au început să asedieze din nou orașul. După ce francezii au pierdut Bătălia de la Leipzig pe 19 octombrie 1813, rușii au dizolvat regatul și l-au adus la starea din 1806 (deși Kaunitz-Rietberg și Stolberg-Wernigerode nu au fost recreate).

## Stemă
Stema reflectă teritoriile încorporate. Primul sfert arată calul argintiu al Westfaliei, al doilea leul Ducatului de Hessa deasupra județelor Diez, Nidda și Katzenelnbogen, al treilea fost o creație nouă pentru teritorii nespecificate din jurul Magdeburgului, iar al patrulea o combinație între Braunschweig, Diepholz, Lüneburg și Lauterburg. În jurul scutului sunt Ordinul Coroanei Westfaliei și „Marele Vultur” francez. Deasupra se află steaua lui Napoleon. Tipice pentru heraldica napoleoniană sunt sceptrele încrucișate.